# Madame X
Madame X (с англ. — «Мадам Икс») — четырнадцатый студийный альбом американской певицы и автора песен Мадонны. Релиз состоялся 14 июня 2019 года на лейбле Interscope. Творческое влияние на альбом оказала её эмигрантская жизнь в Лиссабоне (Португалия) после переезда туда летом 2017 года. Мадонна была соавтором и сопродюсером альбома с рядом музыкантов, включая Мирвэ Ахмадзая, Майка Дина и Джейсона Эвигана. Он также включает гостевые выступления Малумы, Quavo, Swae Lee и Анитты.
Альбом включает синглы «Medellín», «Crave», «I Rise», «I Don’t Search I Find» и «Future», а также два других промосингла. Все четыре сингла заняли первое место в танцевальном хит-параде Dance Club Songs в США, увеличив её рекорд как исполнителя с наибольшим количеством песен номер один в одном единственном чарте Billboard в общей сложности до 50. Она также стала вторым музыкантом, имеющим чарттопперы в любом чарте Billboard за пять последовательных десятилетий (Шер в настоящее время держит этот рекорд с шестью десятками). Тем не менее, Madame X также стал первым альбомом Мадонны, с которого ни один сингл не попал в основной чарт Billboard Hot 100.

## История создания
В январе 2018 года Мадонна объявила в Instagram, что начала работу над своим 14-м студийным альбомом.
Четыре месяца спустя она выступила на Met Gala в Нью-Йорке. В рамках выступления она исполнила свой хит-сингл «Like a Prayer», а также совершенно новую песню «Beautiful Game». Впоследствии певица несколько раз использовала это название в своих промо-тизерах, однако возможность её включения в предстоящий новый альбом не подтверждена. Видеозапись выступления, на которой можно услышать отрывок песни, была представлена на официальном канале Мадонны на YouTube.
На протяжении всего своего пребывания в Португалии Мадонна публиковала короткие ролики и фото, подтверждающие её работу над новым альбомом. В апреле 2019 года исполнитель Малума рассказал, что работает с Мадонной над новой музыкой. Французский продюсер Мирвэ Ахмадзай, который ранее продюсировал альбом Мадонны American Life, также намекнул, что он вновь сотрудничает с певицей.
В своем интервью Vogue Italia Мадонна подтвердила, что работает над новым альбомом, выход которого ожидался до конца 2019 года. 14 апреля 2019 года Мадонна опубликовала серию клипов-тизеров, подтверждающих название альбома, в своём аккаунте в Instagram. На одном из тизеров Мадонна играет на баяне с грифом «С» (итальянский строй).

## Название и тематика
В тизере Мадонна объявляет себя «Мадам Икс», в честь которой назван её альбом. Затем она раскрывает все личности и характеры Мадам Икс:

Мадам Икс — секретный агент. Путешествует по миру. Меняет личности. Сражается за свободу. Приносит свет во тьму. Она танцор. Она профессор. Глава государства. Домохозяйка. Наездница. Заключённая. Ученица. Мать. Дитя. Учитель. Монахиня. Певица. Святая. Шлюха. Шпионка в доме любви. Я — Мадам Икс.

Мадонна рассказала, откуда взялось прозвище Мадам Икс. Оказывается, в юности её так называла преподаватель и хореограф Марта Грэм, потому что Мадонну в то время трудно было осадить. Мадонна описывала своё альтер эго так: «Она шпионка, которая была ранена на задании. Теперь она скрывает свой поврежденный глаз от мира. Она меняет личности, путешествует по миру, но неизменно один глаз её скрыт от окружающих».
Концептуальный альбом был вдохновлён музыкой и культурой Португалии, в особенности фаду. Мадонна говорила: «Я всегда повторяю, что в Португалии главенствуют три „Ф“: фаду, футбол и Фатима».

### Обложки альбома
На обложке альбома Мадонна-брюнетка изображена крупным планом, название альбома написано на губах с красной помадой, создавая ощущение, что рот зашит нитями; имя певицы нанесено между бровей, многие пользователи отметили её сходство с Фридой Кало. Данный вариант обложки использован для стандартного издания альбома. Для некоторых deluxe-версий использовано другое изображение Мадонны-блондинки в бандане, «Madame X» написано на переносице. Третий вариант обложки изображает сидящую на стуле певицу с гитарой.

## Промоушн

### Синглы
15 апреля Мадонна представила обложку лид-сингла «Medellín», записанного дуэтом с колумбийским реггетоном Малумой, релиз которого состоялся 17 апреля. Ля-бемоль мажорная композиция получила положительную оценку музыкальных теоретиков.
10 мая был выпущен второй сингл с альбома — «Crave».
3 мая 2019 года состоялся релиз промосингла с альбома — песни «I Rise». Также промосинглы «Future» и «Dark Ballet» будут выпущены 17 мая и 7 июня соответственно.

### Выступление на «Евровидении»
18 мая 2019 года Мадонна выступила со своим супер-хитом «Like a Prayer» и новым синглом «Future» в Тель-Авиве (Израиль) во время финала конкурса песни «Евровидение-2019». По сообщениям СМИ, участие певицы в эфире обошлось Европейскому вещательному союзу в 1 миллион долларов, которые заплатит израильско-канадский бизнесмен Сильван Адамс.
Выступление вызвало скандал: Мадонна появилась на сцене с повязкой на глазу а-ля Вотан из второго акта оперы «Валькирия» запрещённого в Израиле за антисемитизм Рихарда Вагнера (1913—1883), также использовав визуализацию темы огня из третьего акта. По какой-то причине она испытывала трудности с вокалом во время исполнения первой песни. По версии популярного преподавателя по вокалу Тристана Паредеса, ошибочно включённый техником автотюн (не путать с вокодером) уносил вокал на неверные ноты (Мадонна выступала сразу после использовавшей автотюн израильтянки Неты Барзилай); см. также — реверберация и наушники с уравновешенным якорем). Во второй композиции «Dark Ballet» прозвучала мелодия «Танца пастушков (датского марципана)» из дивертисмента балета П. И. Чайковского «Щелкунчик» и показаны танцы в противогазах в стиле балета «Весна священная». В третьей песне «Future» она продемонстрировала на сцене двух танцоров, мужчину и женщину, с флагами, соответственно, Израиля и Палестины. Закончился перформанс надписью «Wake Up» (с англ. — «очнитесь»), аналогичной посланию в песне «God Control».
Выступление было встречено критиками и зрителями неоднозначно. Также Мадонна нарушила правила договора с ЕВС, придав своему номеру политический подтекст (во время выступления на спине у одного из танцоров был виден флаг Палестины, однако ни на одной из репетиций у танцоров не было этих элементов на спине).
Почти через год после выступления певицы на «Евровидении» оно заинтересовало любителей теорий жидомасонского заговора в связи с распространением коронавируса.

### Тур
6 мая Мадонна анонсировала турне в поддержку предстоящего альбома Madame X. Примечательно, что концерты проходили не на стадионах и аренах, как ранее, а в театрах. Первые концерты прошли в США в сентябре 2019 года. В марте 2020 года, после прошедших 75-ти концертов тура, два последних выступления были отменены из-за угрозы распространения COVID-19.

## Коммерческий успех
Madame X дебютировал на первом месте американского хит-парада Billboard 200 с тиражом 95 000 альбомных эквивалентных единиц, включая 90 000 чистых продаж. Это девятый лидер чарта Мадонны за всю её карьеру (первым чарттоппером был альбом Like a Virgin в 1985 году, а последним — MDNA в 2012 году) и второй результат среди всех женщин после Барбры Стрейзанд (у неё 11 лидеров чарта).
В Великобритании альбом дебютировал на втором месте в официальном британском хит-параде (уступив лидерство диску Western Stars рок-певца Брюса Спрингстина) с тиражом более 25 000 комбинированных продаж.

## Список композиций
| №                   | Название                             | Автор(ы)                                                                                    | Продюсер(ы)                | Длительность |
| ------------------- | ------------------------------------ | ------------------------------------------------------------------------------------------- | -------------------------- | ------------ |
| 1.                  | «Medellín» (дуэт с Малумой)          | Мадонна Чикконе, Мирвэ Ахмадзай, Малума Лондоньо, Эдгар Баррера                             | Мадонна, Мирвэ             | 4:58         |
| 2.                  | «Dark Ballet»                        | Чикконе, Ахмадзай                                                                           |                            | 4:14         |
| 3.                  | «God Control»                        | Чикконе, Ахмадзай                                                                           |                            | 6:19         |
| 4.                  | «Future» (при участии Куэйво)        | Чикконе, Томас Пентц, Бриттани Талия Хаззард, Куэйвиус Кейате Маршалл                       | Дипло                      | 3:53         |
| 5.                  | «Batuka»                             | Чикконе, Банда, Ахмадзай                                                                    |                            | 4:57         |
| 6.                  | «Killers Who Are Partying»           | Чикконе, Ахмадзай                                                                           |                            | 5:28         |
| 7.                  | «Crave» (при участии Суэя Ли)        | Чикконе, Халиф Малик ибн Шаман Браун, Хаззард                                               | Мадонна, Билборд, Майк Дин | 3:21         |
| 8.                  | «Crazy»                              | Джейсон Эвиган, Чикконе, Хаззард                                                            |                            | 4:02         |
| 9.                  | «Come Alive»                         | Джефф Бхаскер, Чикконе, Хаззард                                                             |                            | 4:02         |
| 10.                 | «Faz Gostoso» (при участии Анитты)   | Родригу Карму, Нуну, Эмануэль Оливейра, Матеуш Сеабра, Луис Виейра, Карла Родригеш, Чикконе |                            | 4:05         |
| 11.                 | «Bitch I’m Loca» (с участием Малумы) | Чикконе, Лорен д'Элия, Лондоньо, Баррера, ДЖЕЙМС, Родригес, Стивен Рохас                    |                            | 2:50         |
| 12.                 | «I Don’t Search I Find»              | Чикконе, Ахмадзай                                                                           |                            | 4:08         |
| 13.                 | «I Rise»                             | Эвиган, Чикконе, Хаззард                                                                    | Мадонна, Эвиган            | 3:44         |
| Общая длительность: | Общая длительность:                  | Общая длительность:                                                                         | Общая длительность:        | 56:01        |

| №                   | Название                             | Автор(ы)                                                                                    | Продюсер(ы)         | Длительность |
| ------------------- | ------------------------------------ | ------------------------------------------------------------------------------------------- | ------------------- | ------------ |
| 10.                 | «Extreme Occident»                   | Чикконе, Ахмадзай                                                                           |                     | 3:41         |
| 11.                 | «Faz Gostoso» (с участием Анитты)    | Родригу Карму, Нуну, Эмануэль Оливейра, Матеуш Сеабра, Луис Виейра, Карла Родригеш, Чикконе |                     | 4:05         |
| 12.                 | «Bitch I'm Loca» (с участием Малумы) | Чикконе, Лорен д'Элия, Лондоньо, Баррера, ДЖЕЙМС, Родригес, Стивен Рохас                    |                     | 2:50         |
| 13.                 | «I Don't Search I Find»              | Чикконе, Ахмадзай                                                                           |                     | 4:08         |
| 14.                 | «Looking for Mercy»                  | Чикконе, Хаззард                                                                            |                     | 4:50         |
| 15.                 | «I Rise»                             | Эвиган, Чикконе, Хаззард                                                                    | Мадонна, Эвиган     | 3:44         |
| Общая длительность: | Общая длительность:                  | Общая длительность:                                                                         | Общая длительность: | 64:32        |

| №                   | Название                                         | Автор(ы)                                         | Продюсер(ы)         | Длительность |
| ------------------- | ------------------------------------------------ | ------------------------------------------------ | ------------------- | ------------ |
| 16.                 | «Medellín» (Offer Nissim Madame X in the Sphinx) | Чикконе, Ахмадзай, Лондоньо, Баррера, Офер Нисим | Мадонна, Мирвэ      | 5:30         |
| Общая длительность: | Общая длительность:                              | Общая длительность:                              | Общая длительность: | 70:02        |

| №  | Название                   | Длительность |
| -- | -------------------------- | ------------ |
| 1. | «Funana»                   |              |
| 2. | «Back That Up to the Beat» |              |
| 3. | «Ciao Bella»               |              |

| №                   | Название            | Автор(ы)                 | Продюсер(ы)         | Длительность |
| ------------------- | ------------------- | ------------------------ | ------------------- | ------------ |
| 1.                  | «I Rise»            | Эвиган, Чикконе, Хаззард | Мадонна, Эвиган     | 3:44         |
| Общая длительность: | Общая длительность: | Общая длительность:      | Общая длительность: | 3:44         |

## Чарты
| Чарт (2019)                         | Высшая позиция |
| ----------------------------------- | -------------- |
| Аргентина (CAPIF)                   | 1              |
| Австралия (ARIA)                    | 2              |
| Австрия (Ö3 Austria)                | 4              |
| Бельгия/Фландрия (Ultratop)         | 2              |
| Бельгия/Валлония (Ultratop)         | 2              |
| Канада (Canadian Albums Chart)      | 2              |
| Чехия (ČNS IFPI)                    | 4              |
| Дания (Hitlisten)                   | 13             |
| Нидерланды (Album Top 100)          | 2              |
| Финляндия (Suomen virallinen lista) | 7              |
| Франция (SNEP)                      | 4              |
| Германия (Offizielle Top 100)       | 5              |
| Греция (IFPI)                       | 4              |
| Венгрия (MAHASZ)                    | 3              |
| Ирландия (IRMA)                     | 8              |
| Италия (Classifica album)           | 2              |
| Япония (Oricon)                     | 11             |
| Мексика (Top 100 Mexico)            | 2              |
| Новая Зеландия (RMNZ)               | 5              |
| Норвегия (VG-lista)                 | 6              |
| Польша (ZPAV)                       | 7              |
| Португалия (AFP)                    | 1              |
| Шотландия (Scottish Albums Chart)   | 4              |
| Словакия (ČNS IFPI)                 | 4              |
| Республика Корея (Circle)           | 85             |
| Испания (PROMUSICAE)                | 3              |
| Швеция (Sverigetopplistan)          | 10             |
| Швейцария (Schweizer Hitparade)     | 2              |
| Великобритания (UK Albums Chart)    | 2              |
| США (Billboard 200)                 | 1              |
| США (Billboard Vinyl Albums)        | 6              |

| Чарт (2019)                         | Позиция |
| ----------------------------------- | ------- |
| Бельгия/Фландрия (Ultratop)         | 85      |
| Бельгия/Валлония (Ultratop)         | 74      |
| Франция (SNEP)                      | 133     |
| Венгрия (MAHASZ)                    | 94      |
| Италия (FIMI)                       | 67      |
| Мексика (AMPROFON)                  | 52      |
| Швейцария (Schweizer Hitparade)     | 85      |
| США (Billboard Top Current Albums)  | 45      |
| США (Billboard Top Internet Albums) | 23      |

## Продажи
| Регион | Сертификация | Продажи |
| ------ | ------------ | ------- |
| США    | н/д          | 169,000 |